# Corrente de Alfvén
Corrente de Alfvén, também chamada de corrente de Alfvén-Lawson, é o limite de corrente que pode ser transportado ao longo de um certo meio ou material.